# جدعان باب الشعرية (فلم)
جدعان باب الشعرية  فيلم دراما وتشويق وإثارة مصري للمخرج كمال صلاح الدين عام 1983  وكتب القصة والسيناريو والحوار عاطف رزق  والمخرج صلاح الدين. الفيلم من بطولة حسين فهمي، شكري سرحان، إسعاد يونس، خالد زكي، محمد رضا، وأحمد بدير  وتدور الأحداث في درب الملاح بباب الشعرية وتروي ما يحدث بين المعلم جابر، تاجر الصفيح والمخدرات، وأهالي الدرب الطيبين ومحاولات المعلم جابر فرض سيطرته على أهالي الدرب.
صدر الفيلم إلى دور العرض المصرية في 23 مايو 1983.
منح موقع قاعدة بيانات الأفلام على الإنترنت (IMDB) الفيلم درجة 3.3/ 10.
منح موقع قاعدة بيانات الأفلام العربية «السينما.كوم» الفيلم درجة 4.7/ 10.

## طاقم التمثيل
حسين فهمي: في دور المعلم جابر أبو ستة (تاجر الصفيح والمخدرات)
شكري سرحان: في دور بكري (بائع الخضار)
إسعاد يونس: في دور حلاوتهم بكري (طالبة الثانوي)
خالد زكي: في دور أحمد السباك
محمد رضا: في دور المعلم سيد (بائع الفول)
أحمد بدير: في دور حمودة (ضابط مباحث)
ناهد صلاح الدين: في دور سيدة
مظهر أبو النجا: في دور وزة (مساعد المعلم جابر أبو ستة)
أحمد ماهر: في دور معاون مباحث الشرطة
جليلة محمود: في دور مسألش (زوجة المعلم جابر وتاجرة المخدرات)
رضا حامد: في دور عبد الله/ رائد الشرطة علي)
صلاح نظمي: في دور الأستاذ (تاجر المخدرات)
ألفت إمام: في دور سهير (زميلة حلاوتهم)
علية عبد المنعم: في دور نبوية
عبد الحميد المنير: في دور لطفي (الحلاق)
أنجيل آرام: في دور مناور أبو ستة (شقيقة المعلم جابر)
حسني شريف: في دور بندق (القهوجي)
سيد عبد الكريم: في دور المعلم حسنين (الخضري)
أحمد خميس: في دور مدير إدارة المباحث
محمد الأدنداني: في دور صاحب العمارة
حسين الشريف: في دور ضابط المباحث
نصر سيف: في دور حارس وكر المخدرات
عاطف رزق: في دور أمين الشرطة
حافظ أمين: في دور المعلم حنفي
هريدي عمران: في دور تاجر المخدرات المرشد
سامية محسن: في دور أم رجب
محاسن النجدي: في دور الخاطفة
حمدي سالم: في دور مراقب الامتحانات
أحمد العضل: في دور مراقب الامتحانات
محمد الكيلاني: في دور عسكري الدورية
نرمين حسني: في دور شقيقة سيدة (الطفلة)
ياسمين كمال: في دور طفلة 

## إنتاج الفيلم
تحدث حسين فهمي أثناء لقاء مع إسعاد يونس وبرنامجها التلفزيوني «صاحبة السعادة» وذكر أن دور «المعلم جابر أبو ستة» يختلف عن باقي أدواره السينمائية، وذكرت إسعاد أن المغني الذي شارك معهم في الفيلم «حسني شريف» في دور بندق القهوجي هو والد المغني اللامع «تامر حسني».

## موسيقى وأغاني الفيلم
كتب الموسيقى التصويرية فؤاد الظاهري، من أكبر رواد الموسيقى التصويرية للافلام السينمائية العربية، فاز بالعديد من الجوائز لموسيقي الأفلام التي قام بتأليفها ومن بين هذه الأفلام «رد قلبي» و «الزوجة الثانية».
قدم ألحان الأغاني فاروق سلامة وأيضا حسني شريف الذي قام بالغناء.
كتب كلمات الأغاني محمد ياسين قاسم  وعاطف رزق.

## أحداث الفيلم
يعيش أهل درب الملاح بباب الشعرية في أمان، ولا يعكر صفوهم سوى تاجر الصفيح، جابر أبو ستة (حسين فهمي)، الذي يتاجر أيضاً في المخدرات تحت أمرة الست مسألش (جليلة محمود) تاجرة المخدرات، ثم يتزوجها على زوجته الأولى. يعيش بالدرب أيضا المعلم سيد (محمد رضا) بائع الفول، والحلاق لطفي (عبد الحميد المنير)، والقهوجي بندق (حسني شريف)، والسباك أحمد (خالد زكي)، وعلى رأس الحارة يقف عم بكري (شكري سرحان) بعربة الخضار، وتساعده إبنته حلاوتهم (إسعاد يونس)، طالبة الثانوية العامة، التي تطمح في دخول كلية الطب. يقوم وزه (مظهر أبوالنجا) بمساعدة المعلم أبو ستة وأيضا حمودة (أحمد بدير). يقع السباك أحمد في حب حلاوتهم ويطلب وساطة أبوستة، ولكن بكري يرفض، ويحاول أبو ستة أن يزوج أحمد السباك، من شقيقته البلهاء مناور (أنجيل آرام)، ولكن أحمد يرفض، فيقوم المعلم بتحريض رجاله للإعتداء على أحمد، ثم يتوجه لقسم الشرطة، لعمل محضر لأحمد بعدم التعرض للمعلم أبو ستة. يوافق المعلم بكري على زواج أحمد من حلاوتهم بعد نتيجة الثانوية العامة، وتنجح حلاوتهم وتقرر دخول كلية الطب، ولأن أحمد السباك حاصل على الإعدادية فيتراجع عن فكرة الزواج. يتقدم المعلم أبو ستة للزواج من حلاوتهم، ولكن المعلم بكري يرفض، فيشعر أبو ستة بالإهانة، ويقرر إجبار بكري على تزويجه من حلاوتهم ويتفق مع الخطافة محاسن (محاسن النجدي)، على خطف حلاوتهم، ويقوم المعلم بحبس حلاوتهم في مخزن المخدرات. تنشط تحريات الشرطة حتى يتوصلوا لأن الفاعل هو جابر، بعد أن يتضح أن حموده، هو ضابط مباحث في إدارة المخدرات. يتمكن معاون المباحث (أحمد ماهر)، من إيهام المعلم جابر، أن حلاوتهم تم العثور عليها في حالة إعياء شديد، وتم إيداعها المستشفى، وأن الخاطف هو أحمد السباك، ويتم الإفراج عن المعلم جابر ومساعده وزه، وتبدأ مراقبته حتى وكر المخدرات، ويتم القبض عليه وتحرير حلاوتهم، التي تعود إلى درب الملاح في زفة كبيرة من جدعان باب الشعرية.

## وصلات خارجية
- جدعان باب الشعرية على موقع IMDb (الإنجليزية)
- جدعان باب الشعرية على موقع الدهليز
- جدعان باب الشعرية على موقع قاعدة بيانات الأفلام العربية
- جدعان باب الشعرية على موقع الدهليز
- جدعان باب الشعرية على موقع كاروهات

https://en.kinorium.com/646020/ جدعان باب الشعرية (فلم)
https://www.csfd.cz/film/741984-gedaan-bab-el-shareya/hraji/ جدعان باب الشعرية (فلم)